# Ward (Kolorado)
Ward – miasto w Stanach Zjednoczonych, w stanie Kolorado, w hrabstwie Boulder.